# Dinara Aliyeva
Dinara Aliyeva (Bakú, 17 de desembre de 1980) és una soprano azerbaidjanesa. Aliyeva és "artista d'honor" de l'Azerbaidjan.